# OR10A6
OR10A6 (англ. Olfactory receptor family 10 subfamily A member 6 (gene/pseudogene)) – білок, який кодується однойменним геном, розташованим у людей на короткому плечі 11-ї хромосоми. Довжина поліпептидного ланцюга білка становить 314 амінокислот, а молекулярна маса — 35 318.
| 10         |  | 20         |  | 30         |  | 40         |  | 50         |
| ---------- |  | ---------- |  | ---------- |  | ---------- |  | ---------- |
| MERQNQSCVV |  | EFILLGFSNY |  | PELQGQLFVA |  | FLVIYLVTLI |  | GNAIIIVIVS |
| LDQSLHVPMY |  | LFLLNLSVVD |  | LSFSAVIMPE |  | MLVVLSTEKT |  | TISFGGCFAQ |
| MYFILLFGGA |  | ECFLLGAMAY |  | DRFAAICHPL |  | NYQMIMNKGV |  | FMKLIIFSWA |
| LGFMLGTVQT |  | SWVSSFPFCG |  | LNEINHISCE |  | TPAVLELACA |  | DTFLFEIYAF |
| TGTFLIILVP |  | FLLILLSYIR |  | VLFAILKMPS |  | TTGRQKAFST |  | CAAHLTSVTL |
| FYGTASMTYL |  | QPKSGYSPET |  | KKVMSLSYSL |  | LTPLLNLLIY |  | SLRNSEMKRA |
| LMKLWRRRVV |  | LHTI       |  |            |  |            |  |            |

A: Аланін

C: Цистеїн

D: Аспарагінова кислота

E: Глутамінова кислота

F: Фенілаланін

G: Гліцин

H: Гістидин

I: Ізолейцин

K: Лізин

L: Лейцин

M: Метіонін

N: Аспарагін

P: Пролін

Q: Глутамін

R: Аргінін

S: Серин

T: Треонін

V: Валін

W: Триптофан

Кодований геном білок за функціями належить до рецепторів, g-білокспряжених рецепторів, білків внутрішньоклітинного сигналінгу. 
Локалізований у клітинній мембрані, мембрані.